# Haunter
Pour plus de détails, voir Fiche technique et Distribution.
Haunter est un film d'horreur canadien coproduit et réalisé par Vincenzo Natali, sorti en 2013.

## Synopsis
Les journées de Lisa Johnson (Abigail Breslin) se répètent, jour après jour. Sa maison a été le théâtre d'une série de meurtres non élucidés. Elle fait tout pour échapper à cette spirale sans fin.

## Fiche technique
- Titre original : Haunter
- Titre français : Haunter
- Titre québécois :
- Réalisation : Vincenzo Natali
- Scénario : Matthew Brian King
- Direction artistique : Peter Cosco
- Décors : Ian Hall
- Costumes : Patrick Antosh
- Montage : Michael Doherty
- Musique : Alex Khaskin (en)
- Photographie : Jon Joffin
- Son :
- Production : Steven Hoban et Mark Smith
- Sociétés de production : Copperheart Entertainment, Wild Bunch
- Sociétés de distribution :  Entertainment One
- Pays d'origine :  Canada  France
- Budget :
- Langue : Anglais
- Durée : 90 minutes
- Format : Couleurs - 35 mm - 1.85:1 - Son Dolby numérique
- Genre : Horreur
- Dates de sortie
  -  États-Unis : 9 mars 2013 (South by Southwest)
  -  Canada : 2013
  -  France : 15 janvier 2014 : (en vidéo)
- Film interdit aux moins de 12 ans

## Distribution
- Abigail Breslin (V. F. : Kelly Marot) : Lisa Johnson, adolescente
- Stephen McHattie : Edgar Mullins, fantôme d'un tueur en série
  - David Knoll : Edgar enfant
- Michelle Nolden (V. F. : Danièle Douet) : Carol Johnson, mère de Lisa
- Peter Outerbridge (V. F. : Éric Herson-Macarel) : Bruce Johnson, père de Lisa
- Samantha Weinstein (V. F. : Leslie Lipkins) : Frances Nichols, première adolescente victime d'Edgar
- Eleanor Zichy (V. F. : Lutèce Ragueneau) : Olivia
- David Hewlett : David, père d'Olivia
- Sarah Manninen (en) (V. F. : Anne Massoteau) : mère d'Olivia
- Peter DaCunha (en) (V. F. : Jules Timmerman) : Robert « Robbie » Johnson, frère cadet de Lisa
- Martine Campbell : sœur cadette d'Olivia
- Tadhg McMahon : père d'Edgar
- Marie Dame : mère d'Edgar

Sources et légende : Version française (V. F.) sur RS Doublage et le carton du doublage français sur le DVD zone 2

## Musique
Sauf indication contraire, les informations mentionnées dans cette section peuvent être confirmées par la base de données cinématographiques IMDb,  présente dans la section « Liens externes ».
- Pierre et le Loup de Sergueï Prokofiev.
- My Pretty Pauline par The Western Rangers.
- Clever Girl par Swedish Fish.
- Story of Love par Johnny Angel.
- Do You Wanna See Me par The Ugly.
- The Killing Jar (en) par Siouxsie and the Banshees.